# Preko
Preko (italienisch Oltre, wörtlich übersetzt drüben) ist eine kroatische Siedlung etwa in der Mitte der Ostküste der Insel Ugljan mit 1.286 Einwohnern. Die Gemeinde hat 3.805 Einwohner (Volkszählung 2011). Sie ist das Verwaltungszentrum und durch den einzigen Fährhafen der Insel auch Verkehrsknotenpunkt der Insel.
Vor dem Hafen Prekos befinden sich die Inselchen Osljak und Galovac, die nähere Umgebung des Ortes besteht zum größten Teil aus Macchie. Die Wirtschaftsgrundlage sind Landwirtschaft, Weinbau, Olivenbau, Fischerei und Tourismus. Viele Einwohner pendeln auch per Fähre in das etwa 30 Minuten entfernte, direkt gegenüber dem Pašman-Kanal liegende Zadar. Dadurch zeigt der Ort viele Merkmale eines Vororts von Zadar.

## Bauwerke
Der Ortskern besteht aus typisch dalmatinischer Architektur, an der Küste finden sich teilweise bewaldete Sand- und Felsstrände. Die romanische Kirche St. Johannes der Täufer stammt aus dem 12. Jahrhundert, die barocke Pfarrkirche wurde im 18. Jahrhundert erbaut. 
Auf einem 265 Meter hohen Berg über dem Ort steht die St. Michaels-Festung aus dem 13. Jahrhundert. Die von den Venezianern um das einstige Benediktinerkloster errichtete Burg ist heute zur Ruine verfallen.

## Persönlichkeiten
- Budimir Lončar (1924–2024), jugoslawischer Außenminister 1988–1991, wurde in Preko geboren

## Galerie

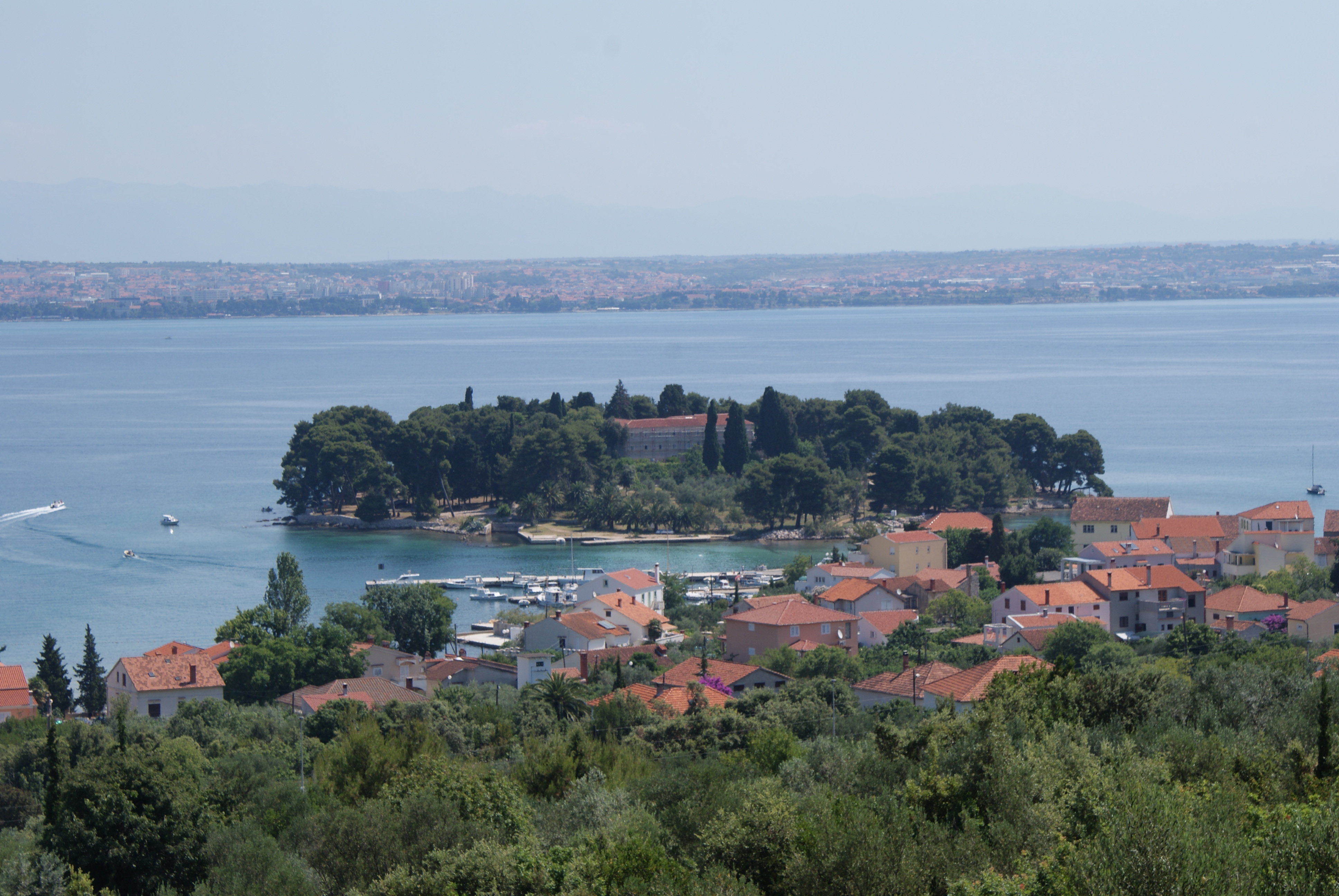
Blick über Preko auf das Inselchen Galovac
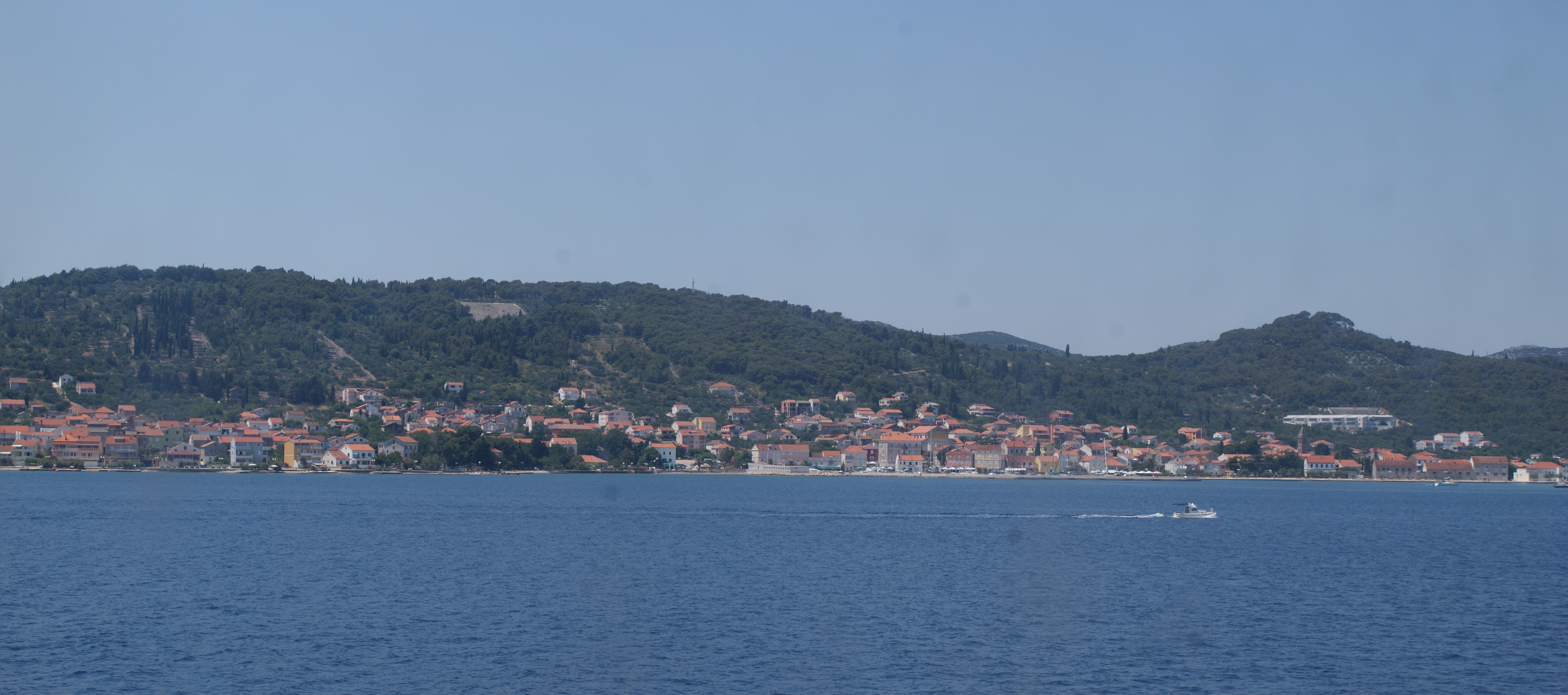
Preko von der Fähre nach Zadar aus gesehen